# Laulauga Tausaga
Laulauga Tausaga (Havaí, 22 de maio de 1998) é uma atleta norte-americana campeã mundial do lançamento de disco.
Ela ganhou a medalha no Mundial de Budapeste 2023 com um lançamento de 69,49 m, quatro metros além do seu recorde pessoal até então, depois de ser a última colocada nas duas finais dos campeonatos mundiais anteriores, Doha 2019 e Eugene 2022, numa das maiores surpresas desta edição do Mundial.